# Rudnika litijuma Takerov prevoj
Rudnika litijuma Takerov prevoj je пrojekat razvoja rudarstva litijumske gline u okrugu Hаmboldt, Nevada, koje je najveće poznato nalazište litijuma u SAD i jedno od najvećih u svetu. Od 2007. godine došlo je do značajnih istraživanja na Takerovom prelazu. Biro za upravljanje zemljištem izdao je Zapisnik o odluci kojom se odobrava razvoj rudnika u januaru 2021. Izgradnja je počela u martu 2023. nakon što je sud odbio hitnu žalbu. Lokacija projekta obuhvata 18,000 acres (7,284 ha), pri čemu se manje od 6,000 acres (2,428 ha) koristi za iskopavanje, na lokaciji 21 mi (34 km) zapadno-severozapadno od Orovade u Nevadi unutar Makdermitove kaldere. Rudnik je projekat kompanije Litijum Nevada, LLC, podružnice u potpunom vlasništvu korporacije Litium Amerika. Krajem januara 2023. godine, automobilski gigant Dženeral Motors najavio je da će uložiti 650 miliona dolara u projekat rudnika, dajući GM-u ekskluzivni pristup prvoj fazi proizvodnje. U februaru 2023, kada je završena početna investicija od 320 miliona dolara, GM je postao najveći akcionar i otkupni partner Litijum Amerike. Pri punom kapacitetu rudnik bi proizvodio 66.000 tona godišnje, što je ekvivalentno 25% trenutne (2021) globalne potražnje za litijumom, za koju se očekuje da će se utrostručiti u narednih pet godina. Razvoj rudnika je vođen sve većom potražnjom za litijumom koji se koristi u baterijama električnih vozila i skladištenju električne energije povremeno proizvedene iz izvora kao što su solarna energija ili energija vetra.
Projekat je naišao na otpor u vidu pravnih izazova i direktne akcije. Dok nekoliko autohtonih plemena sa tradicionalnom domovinom u ovoj oblasti podržavaju projekat, neka se obližnja plemena protive projektu. Ova opoziciona plemena su izjavila da je Takerov prolaz sveto mesto, mesto masakra, i da ih Biro za upravljanje zemljištem nije adekvatno konsultovao. Nijedna BLM studija ili studija o kulturnom rudarstvu nije pronašla dokaze o mestu masakra unutar rudarskog područja ili čak šireg područja. Pored toga, protivnici rudnika su izrazili zabrinutost zbog prenagljene pregleda ugoroženosti životne sredine, pretnji kritičnom staništu divljih životinja, i narušavanja kulturnih lokacija. Zagovornici rudnika su izjavili da je projekat neophodan za ograničavanje klimatskih promena smanjenjem emisija ugljenika iz američkih automobila, da je benigan po svom društvenom i ekološkom uticaju i da će otvoriti 300 dugoročnih radnih mesta u ruralnoj Nevadi, plaćajući u proseku 63.000 dolara godišnje. Njujork tajms je izvestio da je kontroverza oko rudnika „emblematična za fundamentalnu napetost“ između zelene energije i štete izazvane vađenjem resursa potrebnih za te tehnologije.

## Spoljašnje veze
- White Gold